# Олст-Веє
Олст-Веє (нід. Olst-Wijhe, pronounced: [ɔlst ˈʋɛiə] ( прослухати)) — муніципалітет у Нідерландах, у провінції Оверейсел.
Утворений 1 січня 2001 року шляхом злиття колишніх муніципалітетів Олст та Веє.

## Населені пункти муніципалітету
Міста
- Веє
- Олст

Села
- Боскамп
- Бургар
- Велсюм
- Весепе
- Ден-Нюл